# 내외통신
내외통신(內外通信)은 대한민국의 옛 뉴스통신사로 조선민주주의인민공화국 및 동구권 전문 통신사였다.

## 개요
1974년 1월 13일에 대한민국 문화공보부 산하 사단법인 내외문제연구소(內外問題硏究所)의 부설 기관으로 설립되었다. 1974년 4월 17일에는 내외문제연구소가 조선민주주의인민공화국 및 동구권 국가 관련 기사 보도와 정보 전달 등을 위한 차원에서 발행된 《주간 내외통신》(週刊 內外通信)이 창간되었다.
1975년 2월 10일을 기해 사단법인 내외통신으로 독립하였고 1976년 3월 10일에는 영문판이 창간되었다. 그 외에 일간 《보도판》과 주간 《자료판》, 주간 및 월간 《영문판》을 발행하였으며 매년 해외 언론 기관에 공산권 자료를 보급하였다. 1998년 12월 18일에 연합통신(聯合通信, 현재의 연합뉴스)에 흡수·통합되면서 해체되었다.